# Vijaya II
Vijaya II fou rei d'Anuradhapura (Sri Lanka) del 247 al 248. Fou el fill i successor de Sirinaga II.
Després d'uns mesos de regnat fou assassinat per tres lambakannes de noms Sanghatissa, Sanghabodi i Gothakabhaya, que vivien a Bintenne i havien rebut alts càrrecs a l'estat i s'havien establert a la cort reial, ja que el sobirà els havia agafat simpatia a causa que s'havien presentat a la capital un dia per retre honors després de caminar moltes hores des de Bintenne amb aquest sol propòsit. Van rebre càrrecs importants i Sanghatissa va arribar a cap de l'exèrcit.
Sangha Tissa, de comú acord entre els tres assassins, va ser proclamat rei (Sangha Tissa I).